# Giuseppe Tonnini
Giuseppe Tonnini (Loreto, 1875 – Roma, 1954) è stato uno scultore italiano.

## Biografia
Artista autodidatta e sempre vicino a committenti pubblici e governativi, realizzò molte opere a carattere celebrativo, sia in ambito patriottico sia religioso.
Collaborò tra il 1900 e il 1910 con Giuseppe Sacconi all'ornamentazione del Vittoriano. Qui realizzò tra l'altro i leoni alati ai lati della scalea, che sono la sua opera collocata in maggiore evidenza e l'allegoria rappresentante le Marche. Suoi sono inoltre i busti di Giacinto Bruzzesi (1902) e di Melchiorre Cartoni (1920) al Gianicolo, mentre si trova presso la Camera dei deputati un suo busto di Luigi Luzzatti.
La sua opera probabilmente più nota al grande pubblico è la statua di San Francesco a piazza di Porta San Giovanni, a Roma, inaugurata nel 1927. Sempre in tema religioso-celebrativo, sue sono le statue di Bartolo Longo e della contessa de Fusco nel santuario di Pompei (anni 1930).
Realizzò inoltre vari monumenti ai caduti (a Camerino, Campagnano, Bitetto, Fiorenzuola d'Arda, Santa Maria Capua Vetere, Cerveteri, Matelica, Pescasseroli).

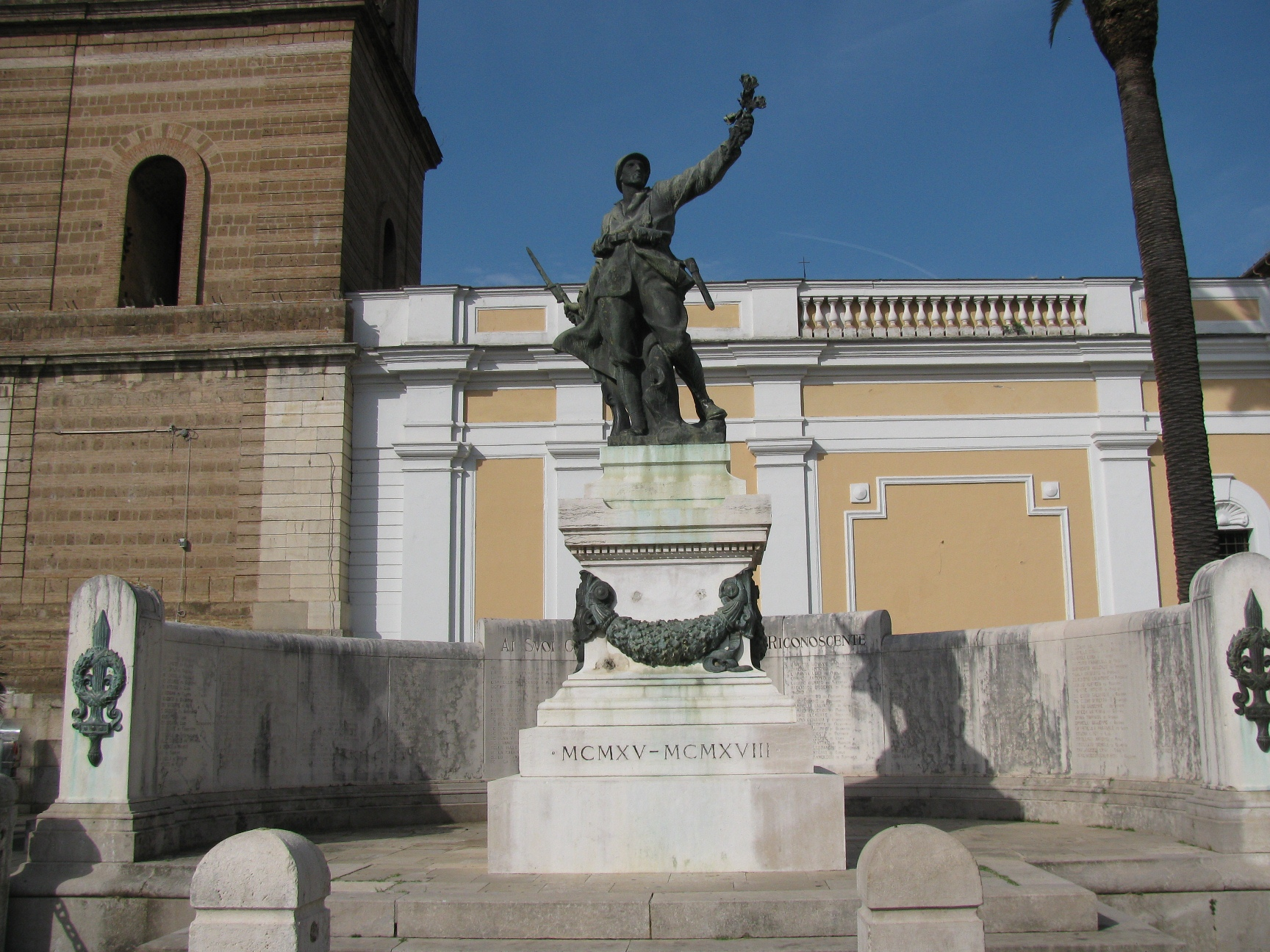
Santa Maria Capua Vetere, Monumento ai caduti della prima guerra mondiale.

Fu commissario dal 1944 al 1947 e poi presidente nel 1947-1948 dell'Accademia nazionale di San Luca.
Morì a Roma nel 1954.